# Gdzieś-po-między
Gdzieś-po-między – piąta w pełni autorska płyta Janusza Radka wydana przez Magic Records. Jej premiera miała miejsce 8 października 2010.
Autorem muzyki i tekstów jest Janusz Radek. Produkcja muzyczna i aranżacje – Tomasz Filipczak. Artyście towarzyszy zespół w składzie: Tomasz Filipczak – klawisze, Mirosław Wiśniewski – kontrabas, Adam Kram – perkusja.
Płyta zadebiutowała na 23. miejscu listy OLiS w Polsce.

## Lista utworów
1. „Łóżko kołdra ziemia trawa”
2. „Ten pocałunek”
3. „Stopa”
4. „A milosz”
5. „Gdzieś między słowami”
6. „Ma dzisiaj wolne”
7. „Wysyłkowa miłość”
8. „Gdzieś w mieście”
9. „Wyściskany sok z owoców”
10. „Dbaj o chwile”
11. „Naprawdę jesteś piękna”
12. „Zdjęta”
13. „Święty pan koniec”